# Päronskalaren
Päronskalaren (franska: Jeune garçon pelant une poire) är en oljemålning av den franske konstnären Édouard Manet från 1868. Målningen ingår i Nationalmuseums samlingar i Stockholm. 
Den päronskalande pojken hette Léon Koëlla Leenhoff (1852–1927) och var Manets styvson, kanske även biologiske son. Pojkens mor, pianisten Suzanne Leenhoff, gifte sig med Manet 1863 men hade då haft en relation med konstnären i flera år. 
Men det rör sig här inte om något vanligt porträtt. Konstnären inspirerades troligen av äldre epokers vardagsscener – köksinteriörer, stilleben eller skildringar av olika hushållssysslor. Sådana motiv var också populära i Frankrike under 1800-talet. Under ett besök i Paris blev Anders Zorn ägare till målningen. År 1896 skänkte han den vidare till Nationalmuseum. 